# Gwilym Simcock

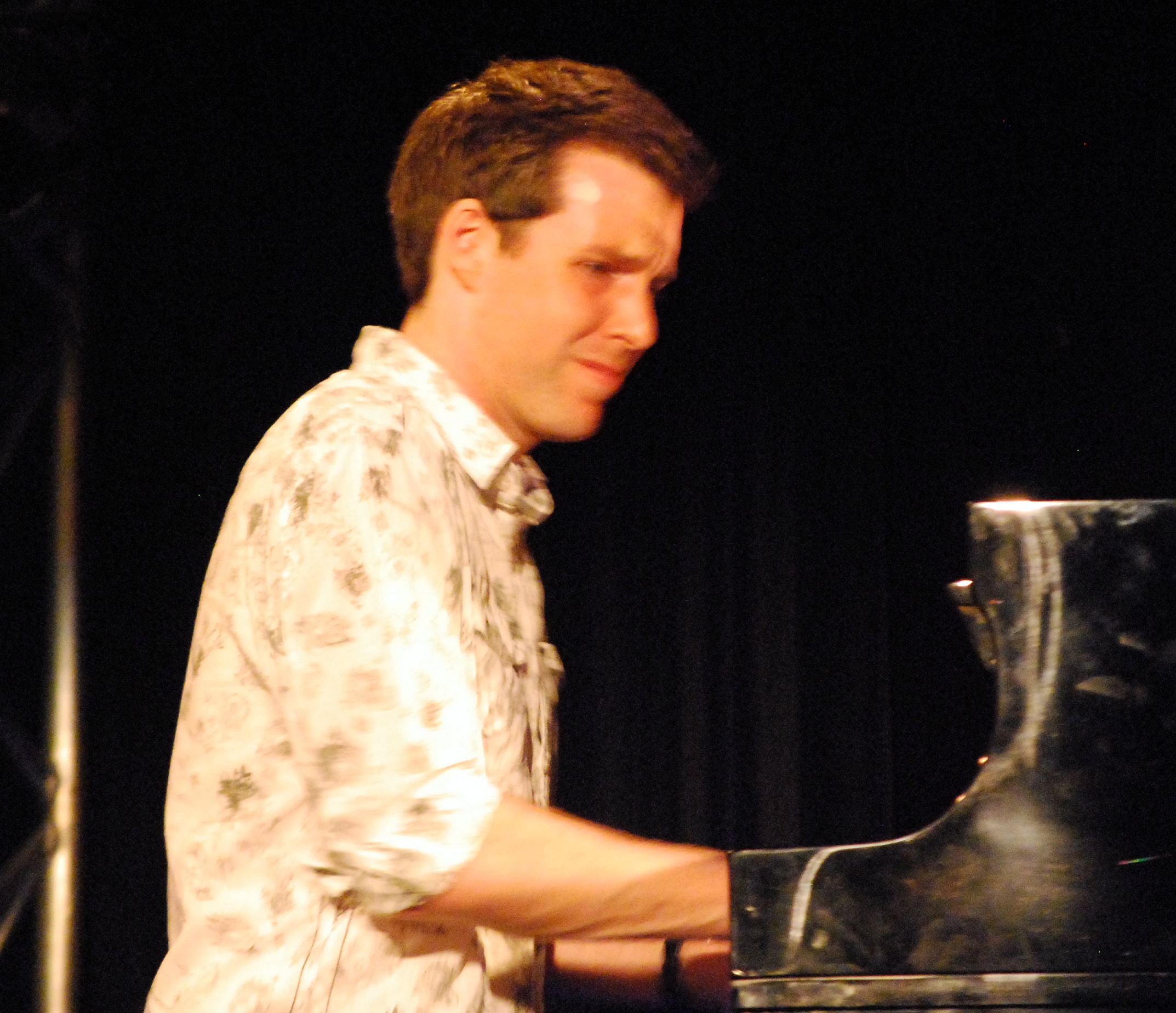
Gwilym Simcock, 2010

Gwilym Simcock (* 24. Februar 1981 in Bangor, Gwynedd) ist ein britischer Jazz-Pianist, Hornist und Komponist; er wurde von der Kritik zunächst als „Jazz-Superstar“ (Michael Rüsenberg) gelobt, aber auch für seinen „Gestus des neo-romantischen Präludierens“ kritisiert.

## Biographie
Gwilym Simcock erhielt als Wunderkind schon mit elf Jahren den britischen Associated Board of the Royal Schools of Music in Klavier und Waldhorn. Später studierte er klassisches Piano, Waldhorn und Komposition an der Chetham’s School of Music in Manchester, wo er mit 15 Jahren durch die Musikpädagogen Les Chisnall und  Steve Berry mit dem Jazz in Berührung kam. Anschließend studierte er Jazz-Piano an der Royal Academy of Music in London bei John Taylor, Nikki Iles, Nick Weldon und Geoff Keezer. Nach seiner Graduierung, bei der er für seine Leistungen mit dem Principal’s Prize ausgezeichnet wurde, arbeitete er mit einer Trioformation, mit der er 2006 im Radioprogramm New Generation Artists von BBC-Radio 3 gastierte; sein Solo-Auftritt in der Wigmore Hall während des London Jazz Festival 2006 wurde ebenfalls von der BBC ausgestrahlt.
Als Waldhornspieler spielte Simcock im National Youth Jazz Orchestra (NYJO), der BBC Big Band und mit Kenny Wheeler bei dessen Tourneen 2003 und 2005.
Seitdem fokussierte Simcock sich auf das Klavier. Bei seinem Debütalbum Perception (2007) wirkten neben Phil Donkin und Martin France als Gastmusiker Stan Sulzmann, John Parricelli und Ben Bryant mit. Mit seinem Trio trat er auf Festivals wie dem North Sea Jazz Festival 2007 auf; in jenem Jahr gab er auch auf Empfehlung von Chick Corea ein Solokonzert beim Klavier Festival Ruhr, das vom WDR-Radio übertragen und als Album veröffentlicht wurde.
In seinem Trio spielte Simcock seit 2009 mit dem Schlagzeuger James Maddren, der später durch Asaf Sirkis ersetzt wurde, und dem Bassisten Yuri Goloubev. Außerdem arbeitete er in weiteren Bandprojekten, wie Malcolm Creeses Acoustic Triangle, Tim Garlands Lighthouse Trio, Stan Sulzmanns Formation NEON mit Jim Hart, im Duo mit Klaus Gesing und mit Bill Brufords Band Earthworks. Ferner spielte er mit Musikern wie Dave Holland, Lee Konitz, Bob Mintzer, Bobby McFerrin, Kenny Wheeler, Iain Ballamy,  Julian Argüelles, Peter King, Don Weller, Spike Wells, Johannes Berauer und Torsten de Winkels New York Jazz Guerrilla. 2016 ging er mit Pat Metheny auf Tournee. Bei JazzBaltica trat er 2024 im Duo mit der Saxophonistin Emma Rawicz auf.
Als Komponist erhielt Simcock mehrere Kompositionsaufträge; so führte er im August 2008 im Rahmen von The Proms in der Royal Albert Hall in London sein Klavierkonzert „Progressions“ mit seinem Trio und dem BBC Concert Orchestra auf, das vom Fernsehsender BBC 2 live übertragen wurde. Ein weiteres Klavierkonzert führte er mit der NDR Bigband in Deutschland auf (Hamburg Suite). Für sein Trioalbum Blues Vignette (2009) schrieb er die „Suite for Cello and Piano“ mit fließenden Übergängen zwischen Komposition und Improvisation. 2017 wurde er erster Composer in Residence der NDR Bigband.

## Auszeichnungen
Seit 2001, als er mit dem Perrier Award 2001 (Young Jazz Ensemble) ausgezeichnet wurde, gewann Simcock zahlreiche Preise, so den BBC Jazz Award 2005 (Rising Star) und den BBC Radio 3 New Generation Artist (2006–2008). Außerdem wurde er zweimal für den BBC Jazz Award nominiert. Die Zeitung Evening Standard wählte ihn zu den 1000 einflussreichsten Persönlichkeiten Londons. 2011 wurde er für den Mercury Music Prize nominiert.

## Diskographische Hinweise
- Perception (Basho, 2007)[1]
- Gwilym Simcock / Yuri Goloubev / Asaf Sirkis SGS Group, Inc. Presents (Music Center, 2008)
- Blues Vignette (Basho, 2009)[9]
- Good Days at Schloss Elmau (ACT, 2011)[2]
- Gwilym Simcock / Tim Garland / Asaf Sirkis Lighthouse (ACT 2012)
- Gwilym Simcock & Yuri Goloubev Duo Art: Reverie at Schloss Elmau (ACT, 2013)[12]
- Near and Now (ACT, 2019)[13][14]
- Emma Rawicz/Gwilym Simcock: Big Visit (ACT, 2025)[15]

Alben als Sideman
- Tim Garland Due North (Jazzaction, 2007)
- Bill Bruford's Earthworks Video Anthology Vol. 1: 2000's (Summerfold Records, 2007)
- Tim Garland Libra (Global Mix, 2009)
- Torsten de Winkel Bimbache Jazz y Raíces - La Condición Humana (2008)
- The Impossible Gentlemen: Internationally Recognised Aliens (Basho 2013, mit Mike Walker, Steve Swallow, Adam Nussbaum)[16]